# Liste der Monuments historiques in Le Neufour
Die Liste der Monuments historiques in Le Neufour führt die Monuments historiques in der französischen Gemeinde Le Neufour auf.

## Liste der Objekte
| Bezeichnung    | Beschreibung | Standort                                  | Kennzeichnung | Schutzstatus | Datum | Bild |
| -------------- | --- | ----------------------------------------- | ------------- | ------------ | ----- | ---- |
| Monstranz      | Silber, vergoldet, um 1800; im Centre départemental d’art sacré in Saint-Mihiel deponiert                                                    | in der Kirche St-François-d’Assise (Lage) | PM55002168    | Inscrit      | 1994  |      |
| Kelch (1)      | Silber, vergoldet, Anfang des 19. Jahrhunderts; im Centre départemental d’art sacré in Saint-Mihiel deponiert                                | in der Kirche St-François-d’Assise (Lage) | PM55002169    | Inscrit      | 1994  |      |
| Goldener Ornat | Kasel, Stola, Manipel, Kelchvelum und Palla; Seide, bestickt, 19. Jahrhundert; im Centre départemental d’art sacré in Saint-Mihiel deponiert | in der Kirche St-François-d’Assise (Lage) | PM55002170    | Inscrit      | 1994  |      |
| Kelch (2)      | Messing, 17. Jahrhundert | in der Kirche St-François-d’Assise (Lage) | PM55001202    | Classé       | 1996  |      |